# Javier Buendía
Pour les articles homonymes, voir Buendia.
Javier Buendía Ramírez de Arellano, dit « Javier Buendía », né à Séville (Espagne) le 17 août 1951, est un rejoneador espagnol.

## Présentation
Fils d'un des plus célèbres ganadero d'Espagne, c'est un cavalier hors pair : son cheval a été primé avec lui en 1992 à la Real Maestranza de Séville où il a été plusieurs fois lauréat du trophée de la Real Maestranza.

## Carrière
Il fait ses débuts le 15 août 1978 à Cabeza la Vaca Estrémadure (Province de Badajoz). Il se présente à Las Ventas le 10 août 1980 dans une corrida mixte et en 1981, il est présent dans cinquante et une courses en Espagne et au Portugal. 
Le 28 mai 1983 il participe à la Feria de San Isidro avec Álvaro Domecq Díez, João Moura, Manuel Vidrié, le 28 juillet de la même année il triomphe à Valence avec les mêmes cavaliers. En 1985, il participe à 61 corridas de rejón et en 1986 il commence une longue série de triomphes à Séville où il torée en compagnie de Ángel Peralta et Rafael Peralta, et  à Arles (1994). En 1995, il totalise plus de cinquante corridas.

## Style
Il sait se faire apprécier des publics les plus larges, aussi bien que d'un public très connaisseur. Sa spécialité est de se laisser poursuivre par le taureau en laissant trainer la garrocha. (long manche utilisé par les vaqueros au Portugal).